# جلبان كروي
الجلبان الكروي (باللاتينية: Lathyrus sphaericus) نوع نباتي من جنس الجلبان ينتمي إلى الفصيلة البقولية.

## الموئل والانتشار
موطنه بلاد الشام ومصر والمغرب العربي وحوض البحر الأبيض المتوسط والقوقاز.

## مرادفات للاسم العلمي
- (باللاتينية: Lathyrus coccineus)
- (باللاتينية: Lathyrus viciodes)
- (باللاتينية: Orobus sphaericus)